# Colémia
Colémia é o termo médico utilizado para designar a presença de bilirrubina no sangue. É um episódio comum em casos de icterícia hemolítica e icterícia hepatocelular.